# Shooting Stars
«Shooting Stars» — песня австралийского дуэта Bag Raiders. Изначально она была включена в мини-альбом Turbo Love, выпущенный группой в 2008 году, а через год была выпущена как сингл с дебютного альбома Bag Raiders и достигла 18 позиции в годовом чарте Triple J Hottest 100. Несмотря на то, что песня была выпущена в Австралии в 2009 году, своих высших позиций в австралийских чартах она достигла только в 2013 году. В 2017 году песня стала популярным интернет-мемом, благодаря чему «Shooting Stars» смогла войти в международные чарты.

## О песне
В интервью газете The Sydney Morning Herald участник Bag Raiders Джек Глэсс отметил, что песня вдохновила группу записать одноименный альбом, поскольку слушателям нравилась песня, а участникам группы нравилось творческое направление, в котором они работали. Обозреватель Эндрю Мурфетт положительно оценил «Shooting Stars» и сравнил песню с работами группы Daft Punk.
По словам участников группы, музыканты периодически менялись инструментами во время записи, и в итоге партии нескольких инструментов, например, бас-гитары, для куплета и припева были записаны разными людьми.

## Возрождение
В 2013 году «Shooting Stars» была использована на шоу талантов Australia's Got Talent участником Томми Франклином. Благодаря этому песня снова появилась в австралийский чартах и вошла в топ-40 ARIA Single Chart.
После убийства гориллы Харамбе в мае 2016 года в сети появилось трибьют-видео, в котором были использованы нарезки из клипа на песню «The Crazy Things We Do» исполнителя Ego, поверх которых была наложена композиция «Shooting Stars». Ещё большее внимание песня привлекла после того, как в 2017 году стала интернет-мемом, начавшегося с выложенного пользователем Reddit видео «Fat man does amazing dive». При использовании мема песня обычно сопровождает падение или прыжки людей на космическом заднем плане. Крис Стэсси, участник Bag Raiders, заявил, что сначала не понимал сути происходящего, но когда он увидел общую идею мемов, они «зацепили» его. Песня и соответствующий мем были использованы в клипе американской певицы Кэти Перри «Swish Swish», а также в YouTube Rewind 2017.
Обозреватель New York Magazine Брайан Фельдман назвал мем «первым крупным пост-вайновским мемом» (англ. first big post-Vine meme), а обозреватель The Daily Dot Джей Хэтэуэй сравнил его с вирусным видео 2010 года «Brodyquest».

## Список композиций
| №                   | Название                               | Длительность |
| ------------------- | -------------------------------------- | ------------ |
| 1.                  | «Shooting Stars»                       | 3:55         |
| 2.                  | «Shooting Stars» (ремикс Siriusmo)     | 5:30         |
| 3.                  | «Shooting Stars» (ремикс Kris Menace)  | 7:29         |
| 4.                  | «Shooting Stars» (ремикс In Flagranti) | 6:38         |
| Общая длительность: | Общая длительность:                    | 23:32        |

## Чарты и сертификации
| Чарт (2009)                                | Высшая Позиция |
| ------------------------------------------ | -------------- |
| Австралия (ARIA)                           | 62             |
| Австралия Dance (ARIA)                     | 12             |
| Чарт (2013)                                |                |
| Австралия (ARIA)                           | 38             |
| Австралия Dance (ARIA)                     | 6              |
| Чарт (2017)                                |                |
| Австрия (Ö3 Austria Top 40)                | 56             |
| Канада (Billboard Canadian Hot 100)        | 91             |
| Франция (SNEP)                             | 93             |
| Германия (GfK)                             | 55             |
| США (Billboard Bubbling Under Hot 100)     | 9              |
| США (Billboard Hot Dance/Electronic Songs) | 11             |

| Чарт (2009)                               | Высшая позиция |
| ----------------------------------------- | -------------- |
| Australian Artist Singles (ARIA)          | 43             |
| Hottest 100 (Triple J)                    | 18             |
| Чарт (2017)                               |                |
| US Hot Dance/Electronic Songs (Billboard) | 35             |

| Австралия (ARIA)                                    | 3 × платиновый | 210 000* |
| * данные о продажах основаны только на сертификации |                |          |

## Использование песни
- Песня использовалась в конечных титрах шестого эпизода первого сезона сериала «Как преуспеть в Америке»[25].
- В 2011 году французский продюсер Madeon использовал песню в своём мэшапе «Pop Culture»[26].
- Песня вошла в плейлист «Around the World» (с англ. — «Вокруг Света») саундтрека игры NBA 2K16[27].